# Érondelle
Érondelle település Franciaországban, Somme megyében. Lakosainak száma 507 fő (2022. január 1.). Érondelle Bailleul, Bray-lès-Mareuil, Eaucourt-sur-Somme, Liercourt és Pont-Remy községekkel határos.

## Népesség
A település népességének változása:
| Lakosok száma | 491  | 493  | 509  | 511  | 509  | 511  | 513  | 510  | 507  |
|               | 2013 | 2015 | 2016 | 2017 | 2018 | 2019 | 2020 | 2021 | 2022 |